# Reuss Sámuel
Reuss Sámuel (Zólyomlipcse, 1783. szeptember 8. – Nagyrőce, 1852. december 22.) evangélikus lelkész, történész, néprajzkutató.

## Életpályája
Reuss Sámuel szülei Reuss (Reis) János II. (Szepesbéla, 1754. szeptember 6.–Zólyomlipcse, 1822. november 27.) és Corony Mária (Zólyomlipcse, 1757.–Zólyomlipcse, 1834. április 2). Szüleinek nyolc gyermeke született, Reuss Sámuel volt az első gyermekük.
Reuss Sámuel 1810. november 21-én nősült meg, felesége Schulek Rozália volt. Hat gyermekük született és öt gyermek érte el a felnőttkort.
Reuss Sámuel tanulmányait Osgyánban kezdte, a felsőbb osztályokban Késmárkon folytatta, a teológiai szaktanfolyamot pedig Pozsonyban az Evangélikus Líceumban végezte el 1802 és 1805 között. Azután 1805. október 16-án a jénai egyetemen folytatta tanulmányait.
Külföldön Johann Jakob Griesbach és Heinrich Karl Eichstädt tanárokkal, Johann Gottfried Herderrel és Goethével (aki akkor Károly Ágost szász–weimar–eisenachi nagyherceg minisztere volt) megismerkedve, a mineralógiai társulat titkára és a latin társaság rendes tagja lett. 1806. október 14-én a poroszok oldalán jelen volt a jénai csatában.
1806-ban a Jénai Ásványtani Társaság magyar tagjának választották meg.
Németországból hazatérvén, Besztercebányán 1806. november 1-én másodtanítónak nevezték ki. 1807. szeptember 10-től 1809 decemberéig iskolaigazgató és segédlelkész (káplán)  Tiszolcon. 1810. január 1-től Karaszkón mint lelkész 3 évig működött. 1812. április 19-től nagyrőcei evangélikus lelkész 1842-ig. A gömöri esperesség alesperesévé, majd 1824-ben főesperesévé választotta meg. Főesperesi hivataláról 1836 körül lemondott.
Egy ideig kerületi jegyző is volt. Reuss Sámuel régészként is dolgozott. Kutatott Kőjankóban, ami egy látványos természeti képződmény, a Pokorágyi Dombság része. Az itt talált, kőlappal fedett, bronzkori urnás sírokat már a 19. század elején felfedezték és kutatták, Reuss Sámuel 1813-ban ásott ki belőlük többet.
1822-ben Nagyrőcén megalapította a Szlovák Könyvtárat. Jénai tanulmányai következtében széleskörű kutatásokat végzett az egyházi témakörön kívül a történelem, a régészet, a néprajz, a szlovák népmesék, az ásványtan, és a madártan területein is. Publikációi magyar, német és szlovák nyelven jelentek meg.
Három fiával, Gusztávval, Adolffal és Lajossal együtt ő kezdte meg a szlovák népmesék rendszeres gyűjtését, átdolgozta azokat és elméletileg is foglalkozott velük. A szlovákok őskori történelmét a népmesék segítségével próbálta megmagyarázni, amit Szlovákiában elsőként elemzett
A szabadságharc idején Erdélyben előbb a 2. honvéd vadászezred fővadásza volt, majd 1849. június 12-én Bem József hadnaggyá nevezte ki a "Nagyszebenben alakuló honvédzászlóaljhoz", majd július 14-én áthelyezték a 67. (bánsági német) zászlóaljhoz, amely a délvidéki hadszíntéren szolgált. 1850. február 14-én az osztrák császári királyi kormány a Haynau-féle rendelet alapján Tisza-kerületi adminisztrátorrá nevezte ki, ezt a hivatalt haláláig betöltötte.
Amikor megbetegedett, fia, Reuss Gusztáv ápolta – akit Nagyrőcére 1851-ben meghívtak városi tiszti orvosnak.

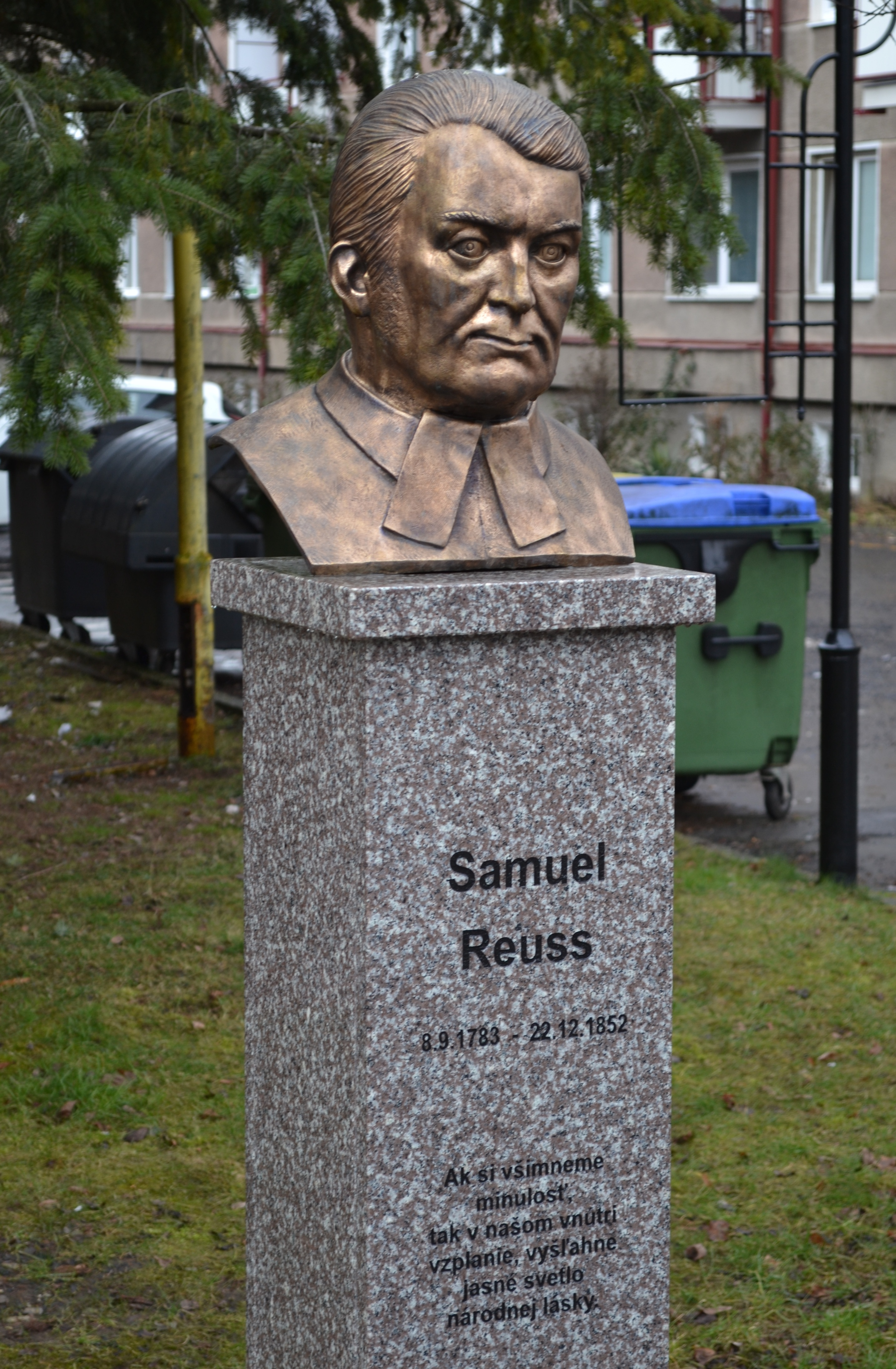
Reuss Sámuel bronz mellszobra. Készítette Anna Kisaková 2018-ban. Rimaszombat, Daxner téri emlékpark, amit 2006-ban alakítottak ki

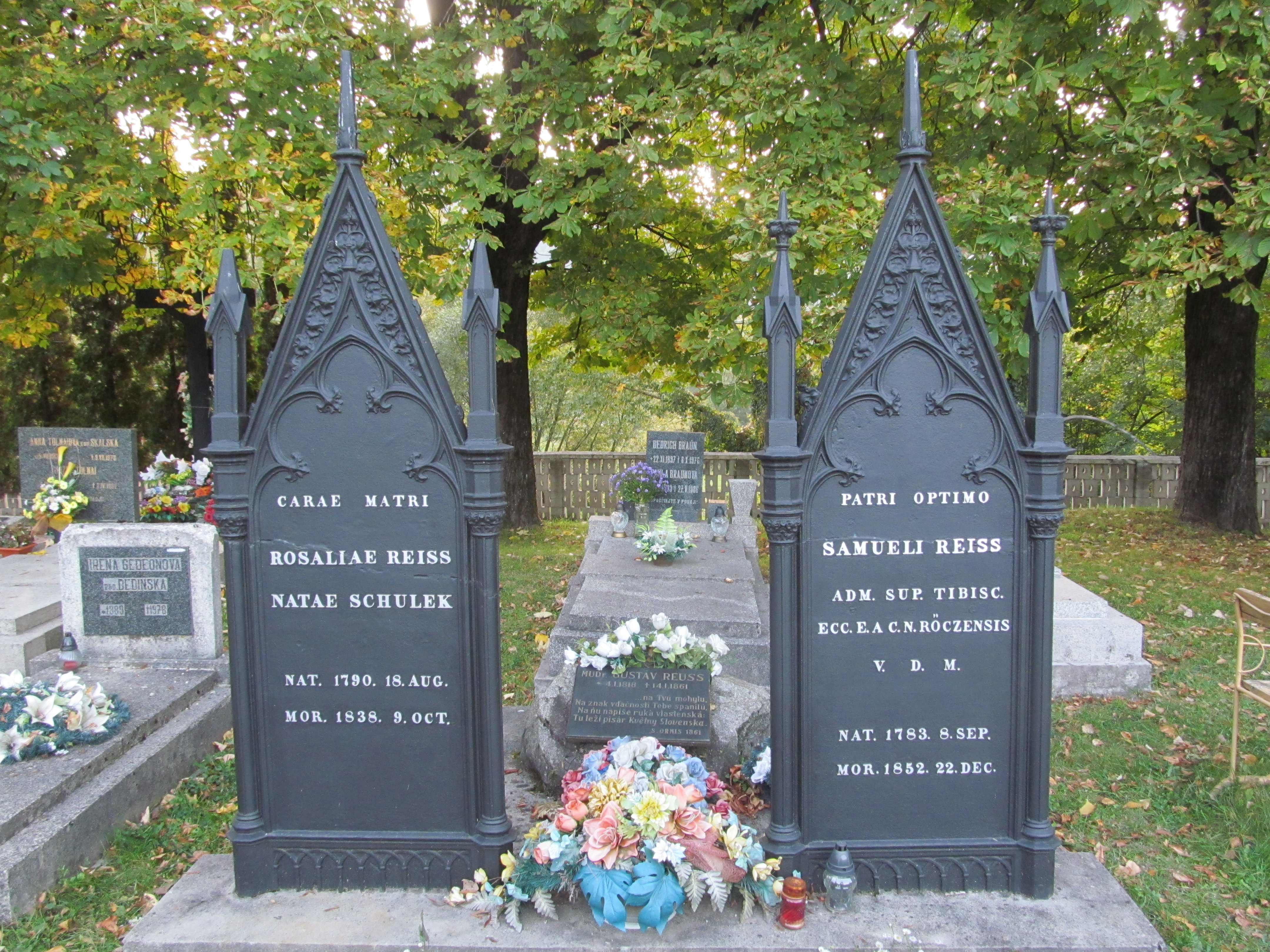
Reuss Sámuel és feleségének Schulek Rozáliának a sírja. Nagyrőcei sírkert. Sírkövét nemzeti kulturális emlékműnek nyilvánították.

## Fontosabb munkái
- Ueber die Kirchen-Disciplin bei den Protestanten der praktische Theil fehlt.
- Das Privilegium fori bei den Protestanten in Ungarn (1838)
- Ueber Begräbnisse und Begräbnissörter. Ein Beitrag zum protestantischen Kirchenrechte (1841–1842)[10]
- Rozprávky starých slovákov. · Vydavateľstvo TATRAN, spol. s r.o. · 2018